# Conny Conrad

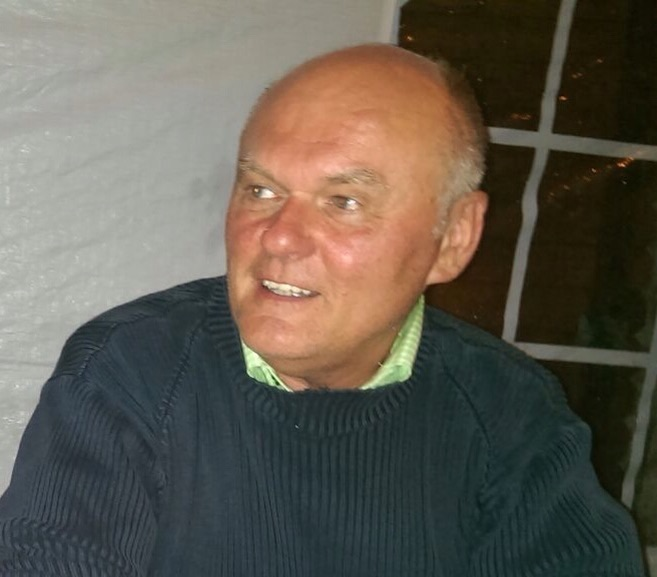
Conny Conrad (2014)

Conny Conrad (* 11. September 1958 in Schöntal an der Jagst; † 28. Dezember 2021 in Freudenstadt) war ein deutscher Musiker und Musikproduzent. Hauptberuflich war er als Kriminalbeamter beim Landeskriminalamt Baden-Württemberg in Bad Cannstatt tätig.

## Leben
Conny Conrad spielte von Kindheit an Gitarre und erlernte viele weitere Instrumente sowie den Gesang. Ab 1981 spielte er in der Stuttgarter Artrock-Band Rockingham Palace. Ab den 1990er Jahren produzierte er in seinem Studio zahlreiche Titel, auch für andere Künstler. Darunter waren auch Jingles, Audiologos und Einspieler. Ende der 1990er Jahre spielte er sechs Alben mit New-Age-Entspannungsmusik ein.
Im Jahr 1990 komponierte Conrad den weltweit ersten Popsong in der Weltkunstsprache Esperanto.
2014 initiierte er den CD-Sampler Rock for your children – das Songprojekt für Kinderrechte und die Europeana – die Europahymne der Herzen (Schirmherr beider Projekte war Michael Theurer).
Er erhielt den ersten Preis in der Ehrenkategorie Kulturpreis für die Förderung der Rock- und Popmusik in Deutschland  beim Deutschen Rock und Pop Preis 2016.
2020 erschien seine Autobiografie Kriminaltango – zwischen Gitarre und Kripo (BoD).
Er starb am 28. Dezember 2021 nach zweiwöchigem Koma an den Folgen seiner COVID-19-Erkrankung im Krankenhaus Freudenstadt.

## Diskografie (Auswahl)
- 1993: Hello Stuttgart Go – Hymne zur Leichtathletik-Weltmeisterschaft (mit David Hanselmann)
- 2004: Generations
- 2005: High Seas (mit Dave Cousins)
- 2013: I Rock
- 2018: The World Anthem

## Auszeichnungen (Auswahl)
- 2021 London Movie Awards[7]
- 2020 Grammy Awards (nominiert)
- 2019 Grammy Awards (nominiert)
- 2018 Global Music Awards, USA
- 2016 34. Deutscher Rock- und Pop-Preis – Kategorie „Kulturpreis für die Förderung der Rock- und Popmusik in Deutschland“